# I'm Going Slightly Mad
I'm Going Slightly Mad е песен на британската рок група „Куийн“, написана от Фреди Меркюри. Това е вторият запис за албума от 1991 г. Innuendo. Клипът към песента съдържа моменти, намекващи за тежкото здравословно състояние на Фреди Меркюри, който показва вече признаците на болестта СПИН. Песента е записана през октомври 1990 г. и редом с Bohemian Rhapsody и I Want to Break Free се превръща в един от последните известни сингли на „Куийн“.
Клипът към песента е заснет през февруари 1991 година. През това време здравословното състояние на Фреди прогресивно се влошава. В него Брайън Мей е облечен като пингвин, а Роджър Тейлър носи врящ чайник на главата си и кара триколесен велосипед. Фреди Меркюри е преследван от човек, преоблечен като горила и по-късно показан като Елтън Джон. Джон Дийкън е изобразен като шут.
I'm Going Slightly Mad е последният клип, съдържащ значителната творческа умисъл на Фреди Меркюри. Клипът е заснет черно-бял, а светлинните ефекти, нелепият персонаж на Фреди и гримът му само помагат да замаскират тежката болест. Единствените цветни моменти в клипа са в края – това са пелерината на Фреди и шутовската шапка на Джон Дикън.